# Јесенске (Римавска Собота)
Јесенске (слч. Jesenské) насељено је мјесто са административним статусом сеоске општине (слч. obec) у округу Римавска Собота, у Банскобистричком крају, Словачка Република.

## Становништво
| Година:    | 1994. | 2004.   | 2014.   | 2024.   |
| ---------- | ----- | ------- | ------- | ------- |
| Број људи: | 2241  | 2281    | 2236    | 2351    |
| Разлика:   |       | +1,78 % | -1,97 % | +5,14 % |

| Година:    | 2023. | 2024.   |
| ---------- | ----- | ------- |
| Број људи: | 2352  | 2351    |
| Разлика:   |       | -0,04 % |

Према подацима о броју становника из 2011. године насеље је имало 2.192 становника.